# Franz Conrad von Hötzendorf
Franz Conrad von Hötzendorf (en allemand : Franz Graf Conrad von Hötzendorf), né le 11 novembre 1852 à Penzing, dans la banlieue de Vienne en Autriche, et mort le 25 août 1925 à Bad Mergentheim, dans l'État populaire libre de Wurtemberg, est un militaire austro-hongrois chef d'état-major de l'armée royale et impériale austro-hongroise (KuK) de 1906 à 1918.

## Vie privée
Il naît le 11 novembre 1852 dans la banlieue de Vienne (Penzing), d'une famille anoblie par l'empereur François Ier d'Autriche (son grand-père est fait baron en 1810). Le nom de Hötzendorf est tiré en 1816 de sa grand-mère (du Palatinat) d'après le nom de son domaine. Il est fait comte (Graf) en 1918.
Son père, colonel d'un régiment de hussards, fait les campagnes contre Napoléon, et prend sa retraite après une blessure. Sa mère, née Kübler, est d'un milieu artistique. Il entre jeune dans l'académie militaire de Hainburg, et fait une ascension rapide.
Il se marie en 1886 avec Wilhemine Le Beau (1860–1905) qui lui donne quatre fils (Conrad, Irvin, Herbert et Egon). Veuf en 1905, il perd son fils aîné, Conrad, en 1915 : celui-ci meurt à Davos des blessures subies sur le front russe. Le second est blessé au siège de Przemyśl. Le troisième est tué à la bataille de Lemberg, sur le front russe.
Il épouse en secondes noces le 19 octobre 1915 une Italienne, Virginia Aguiar, veuve von Reininghaus, connue lors d'un voyage à Trieste. Ce remariage avec une roturière crée de nombreuses tensions aussi bien dans sa famille que dans l'aristocratie austro-hongroise, remontant jusqu'à l'empereur : pour aplanir ces oppositions, il fallut recourir à une adoption de la future mariée par un noble ami hongrois, le lieutenant-général Ernő Kárász Szigetvári.

## Carrière militaire
1863-1867 : académie militaire (École des Cadets) de Hainburg
1867-1871 : académie militaire Marie-Thérèse de Wiener-Neustadt, lieutenant au 11e bataillon de chasseurs.
1876 : lieutenant au 6e cosaques (de Guillaume II, roi du Wurtemberg).
1878-1879 : 4e division d'infanterie d'occupation de la Bosnie-Herzégovine. Capitaine, il participe à la répression des Serbes en Dalmatie.
1883 : en Galicie, chef d'une division d'infanterie.
1890 : chef d'état-major.
1893 : au 93e régiment d'infanterie à Olmütz.
1895 : commandant à Oppau.
1895-1899 : Cracovie, commandant au 1er régiment de l'empereur.
1899 : commandant à la 55e brigade d'infanterie à Trieste.
1901 : général de division.
1903 : commandant à la 8e division d'infanterie de Bozen.
1906 : chef d'état-major de l'armée royale et impériale austro-hongroise.

## Chef d'état-major

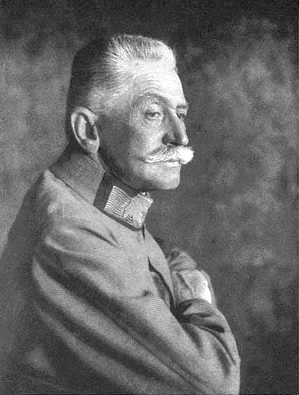
Franz Graf Conrad von Hötzendorf.

Il est nommé en novembre 1906 chef d'état-major à la demande de l'héritier du trône, François-Ferdinand. Prônant des réformes dans l'armée, reconnu pour ses capacités, il se montre partisan d'une nouvelle approche dans la gestion de l'armée impériale et royale : il propose une refonte de l'organisation de l'armée commune, un rapprochement des officiers généraux avec les diplomates.

### Politique menée
Responsable de l'armée commune, il veille au maintien de ses capacités opérationnelles.
Il a des vues bellicistes, opposées à de nombreux collègues, et prône des guerres préventives contre la Serbie et l'Italie, ce qui entraîne son éviction en 1909. L'empereur lui aurait dit : « l'Autriche n'a jamais commencé une guerre », ce à quoi il aurait répondu : « malheureusement non, votre Majesté ». Il s'oppose ainsi, pour des raisons politiques, à l'héritier de la monarchie, défenseur d'une politique de paix à l’extérieur, afin de mener des réformes intérieures.
Il tente d'éviter que les divergences d'intérêts entre peuples aient trop d'impact dans l'armée, multinationale, de la double monarchie, souhaitant traiter, au sein de l'armée, les différentes nationalités de la même manière ; ainsi, contre l'archiduc héritier, il s'oppose à ce que les recrues soient cantonnées à l'extérieur de leur région d'origine, conscient des troubles que cette mesure peut créer.
De plus, il estime que l'armée commune de terre doit être renforcée en vue d'une guerre continentale, exposant ses réserves sur le renforcement de la marine austro-hongroise, voulu par l'archiduc héritier.

### Face aux Slaves du Sud
Percevant lucidement les tensions ethniques créées par l'inégalité de traitement dans l'Empire, il prône une politique d'ouverture envers les Slaves sujets de la maison de Habsbourg-Lorraine contre l'hégémonie des Allemands et des Magyars. Mais il n'en est pas moins partisan d'une « guerre préventive » à l'extérieur, contre la Serbie, par exemple en 1908, lors de la crise bosniaque. Sur ces positions, il se heurte au ministre commun des Affaires étrangères, baron von Aehrenthal, soutenu par l'héritier du trône François-Ferdinand, le plus constant des opposants à la politique belliciste de Conrad. Malgré la faiblesse des prétextes disponibles pour justifier une entrée en guerre contre la Serbie, il reçoit en 1909 la consigne de préparer un plan d'attaque du royaume de Belgrade, si ce dernier ne reconnaît pas l'annexion de la Bosnie-Herzégovine par la double monarchie ; le royaume de Serbie, abandonné par ses alliés, s'incline le 31 mars 1909.
À la suite d'une entrevue orageuse à ce sujet, le 15 novembre 1911, avec l'empereur François-Joseph, l'officier tombe en disgrâce : sa mise à l'écart est officialisée le 2 décembre suivant. Il est cependant rappelé en 1912 au moment des guerres balkaniques.

### Partisan d'une guerre préventive contre l'Italie et la Serbie
Fervent défenseur de la grandeur de la double monarchie, il défend ardemment, parfois contre l'empereur, l'idée d'une augmentation du prestige de la double monarchie en Europe et dans les Balkans, notamment au cours de l'année 1913. En effet, selon lui, la guerre constitue le moyen le plus adéquat que la monarchie danubienne doit mettre en œuvre pour résoudre les problèmes de voisinage. Il se montre partisan de la soumission des Etats slaves du sud et de leur réunion sous le sceptre de la double monarchie, mais doit modérer, dans un premier temps, ses élans face au Kronprinz austro-hongrois, soucieux de l'opinion des grandes puissances.
En 1909, Conrad se montre partisan d'une action vigoureuse contre la Serbie, dans le contexte de la crise bosniaque, pour obliger la Serbie à reconnaître l'annexion de la Bosnie-Herzégovine par l'Autriche-Hongrie. Puis, en 1911, il souhaite mener une guerre préventive contre l'Italie, occupée en Libye et dans le Dodécanèse avec la guerre italo-turque. Mais, contredit par François-Ferdinand et désavoué par l'empereur le 15 novembre, il démissionne de son poste.
En 1912, après les succès militaires serbes face aux Ottomans lors des guerres balkaniques, François-Ferdinand, désormais favorable à la limitation de l'essor serbe, devient son plus actif soutien, affichant son souhait de lancer la double monarchie dans une guerre contre la Serbie.
En 1913, rappelé mais fragilisé par l'affaire Alfred Redl, il propose d'entrer en guerre contre la Serbie, sortie victorieuse et renforcée des guerres balkaniques, en utilisant comme prétexte l'occupation de Scutari par les troupes serbes et du nord de l'Albanie par le Monténégro. Le conseil de la couronne du 11 décembre 1912 lui donne cependant tort : François-Joseph, prenant la décision en dernier ressort, s'oppose à l'entrée en guerre de la double monarchie, malgré les pressions de son héritier.
Cependant, ce refus n'altère pas les convictions du chef d'état-major de la double monarchie, puisque, dans la période comprise entre ce refus et le 28 juin 1914, il propose à 25 reprises à l'empereur et à ses conseillers d'entrer en guerre contre la Serbie, sans succès. Ce sont les guerres balkaniques et les succès remportés par les Serbes qui donnent du poids à sa volonté de déclencher une guerre préventive contre la Serbie.
En 1914, à la suite de l'annonce de l'assassinat de l'archiduc héritier, il se montre le plus farouche partisan d'une entrée en guerre le plus rapidement possible, sans préparation diplomatique.

### Acteur de l'alliance avec le Reich
Il est soutenu dans cette attitude belliciste par le versatile Guillaume II qu'il rencontre à Leipzig le 18 octobre 1913.
En effet, en février 1913, alors que la confrontation austro-serbe connaît un regain de tension, il reçoit l'assurance de son homologue allemand que le Reich soutiendrait la double monarchie en cas d'attaque russe.
Mais, en mars 1914, lors d'une rencontre avec l'ambassadeur allemand à Vienne, il montre qu'il n'est pas dupe sur la nature du soutien de Guillaume II à cette politique, et, d'accord avec l'ambassadeur, indique dans la conversation les conditions du déclenchement de ce conflit préventif, conflit qu'il souhaite voir déclenché le plus rapidement possible et qui doit aussi se solder par l'annexion de la Serbie par la double monarchie.
Conscient que la double monarchie n'était pas la plus forte dans l'alliance qui la lie au Reich, et que, contrairement à celui-ci, elle ne survivrait pas à une défaite, il se montre très attaché à l'alliance allemande et à l'idée d'une guerre préventive contre la Serbie. Ainsi, en 1913, en raison de l'absence de soutien du Reich, il ne peut pas, comme l'ensemble des dirigeants austro-hongrois, lancer la double monarchie dans un conflit ouvert avec la Serbie.

## La Première Guerre mondiale

### Préparation du conflit
Il est l'artisan du plan austro-hongrois en cas de guerre. Cependant, les plans de mobilisation et d'opération qu'il conçoit sont dépendants des plans du Reich ; en effet, le plan Schlieffen octroie à la double monarchie le rôle de contenir la poussée russe, le temps pour l'armée allemande de battre la France.
Il prépare ainsi différents projets d'action militaire, en fonction des belligérants que la double monarchie doit affronter. Si les Russes restent neutres, une attaque en masse sur le front serbe doit avoir lieu. Si les Russes entrent en guerre, il faut alors concentrer les forces sur le front oriental. À partir de 1913puis en mai et en juillet 1914, il tente de coordonner les plans de mobilisation et d'opérations austro-hongrois avec les plans allemands, en insistant sur les délais nécessaires au Reich pour écraser la France et concentrer ses troupes face à la Russie, son obsession durant toute la crise de juillet : il rencontre ainsi à de nombreuses reprises son homologue allemand, Helmuth von Moltke, dans les années qui précèdent le conflit.
Durant la crise de juillet, il informe régulièrement les responsables civils de la double monarchie des options militaires qui s'offrent à elle en fonction de l'évolution de la situation, proposant divers scénarios de mobilisation et d'actions militaires en fonction des adversaires, informant le conseil des ministres commun des permissions d'été qui ne rentrent qu'à partir du 25 juillet.
De plus, dans les années précédant le conflit, il utilise les renseignements obtenus par les services de renseignements militaires austro-hongrois, ces derniers parvenant, grâce à un accroissement du personnel, à prévoir le déclenchement d'un conflit d'ampleur européenne au début du mois de juin 1914 ; cependant, il est tout à fait conscient des lacunes de l'Evidenzbureau avant le déclenchement du conflit.

### Rôle dans la crise de juillet
Le 28 juin 1914, l'archiduc François-Ferdinand et sa femme sont assassinés à Sarajevo. Consulté sur les capacités militaires de la double monarchie, il affirme le 20 juillet que l'armée commune pourra entrer en guerre à la mi-août et se soucie surtout, durant toute la crise, du soutien allemand. Il s'oppose néanmoins à une déclaration de guerre dès le 28 juillet, arguant de l'impossibilité de mobiliser l'armée dans un délai aussi bref.
Durant la crise de juillet, il conseille efficacement le gouvernement sur les modalités de la mobilisation : en effet, lors du conseil de la couronne du 7 juillet 1914, il rappelle que la majorité des soldats sont retournés chez eux pour les travaux agricoles et, que, de ce fait, ils ne peuvent être mobilisés avant plusieurs semaines. Cependant, il se dit convaincu de l'absence de réaction russe à l'ultimatum envoyé à Belgrade, croyant encore le 19 juillet 1914 à la possibilité d'une simple guerre austro-serbe.
Dès le premier jour de la crise, en plus de son rôle militaire, il exerce une forte influence sur les décisions de la monarchie, défendant l'opportunité d'une action guerrière dès le 30 juin 1914, afin de redonner à la double monarchie le prestige perdu, soutenu par les ministres communs de la Guerre et des Finances, poussant les responsables civils à une politique belliqueuse dans les délais les plus brefs.
Enfin, il lève les dernières hésitations du président du Conseil hongrois, István Tisza, en fournissant les assurances sur la défense de la Transylvanie hongroise en cas d'intervention roumaine dans la guerre austro-serbe, ainsi que sur les possibilités de succès du plan visant à écraser la seule Serbie.

### Chef d'état-major d'une armée en guerre

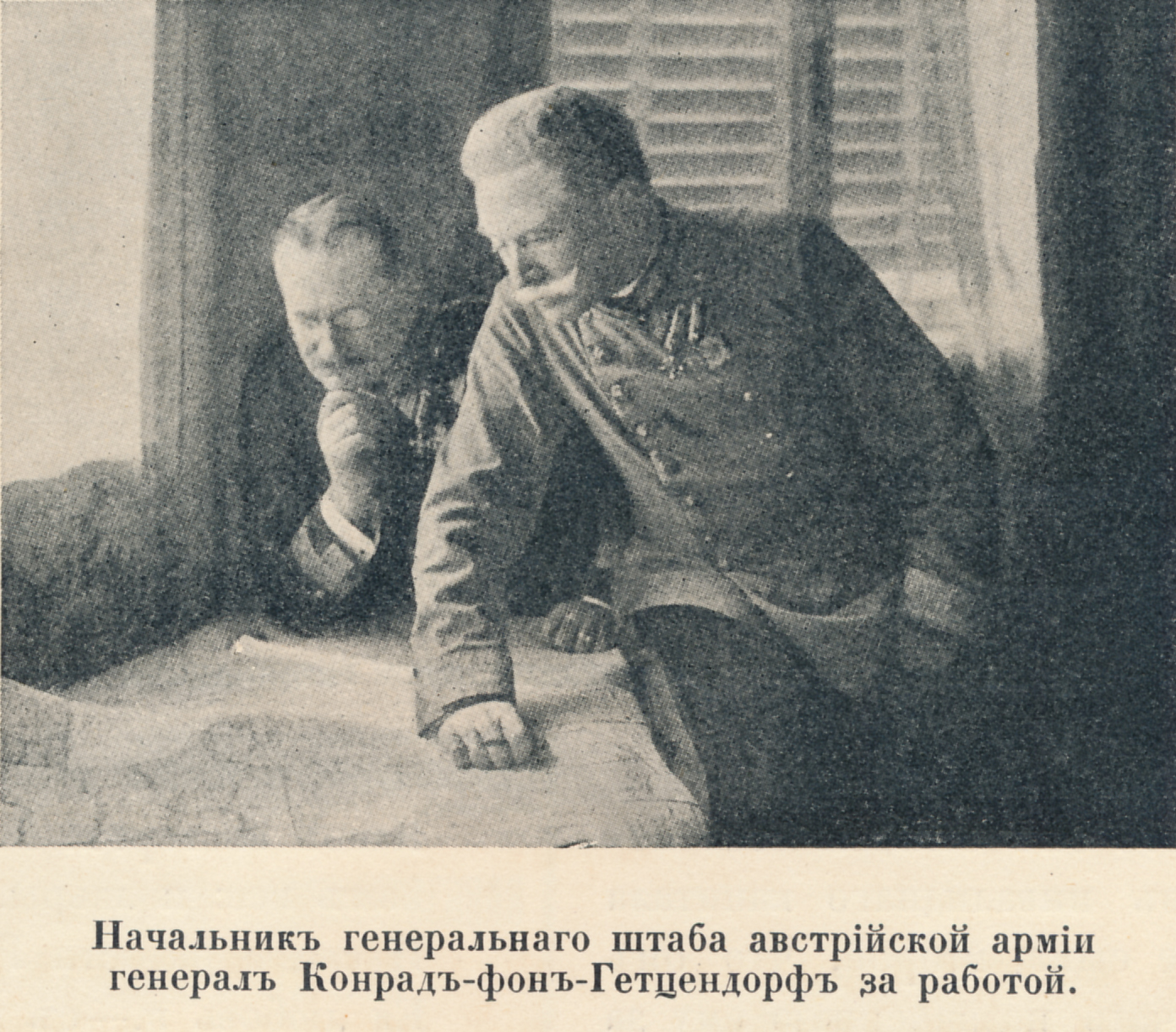
Hötzendorf (L'Illustration, 1 août 1914).

Chef d'état-major général, il est officiellement placé sous l'autorité du commandant en chef de l'armée impériale et royale austro-hongroise, l'archiduc Frédéric ; cependant, de fait, il exerce les prérogatives de commandant en chef de l'armée impériale et royale.
Ses relations avec son homologue allemand, Falkenhayn, deviennent exécrables au fil des mois : les différences de caractère et de conception ont abouti à des échanges aigres, voire à une rupture des relations entre les deux hommes à l'automne 1915. Ces divergences personnelles se traduisent également dans la conduite du conflit : l'Allemand souhaite lancer une bataille d'usure en France, avec le soutien de l'artillerie lourde austro-hongroise, tandis que l'Autrichien se montre partisan d'une grande offensive en Italie: le commandement allemand s'y oppose, le Reich n'étant pas entré en guerre avec l'Italie.
De même, il souhaite rapidement réduire la tête de pont alliée à Salonique, mais Falkenhayn, devant les difficultés du maintien des unités allemandes en Serbie, ne considère pas ce front comme prioritaire, dans le contexte de préparation de l'offensive contre Verdun. De même, il doit compter avec les responsables militaires bulgares, qui se méfient de la double monarchie et de sa politique dans les Balkans.
Ces divergences aboutissent à affaiblir toutes les offensives des puissances centrales au cours des années 1915 et 1916. Ainsi, en décembre 1915, il propose la participation du Reich à une offensive visant au retrait italien du conflit, en échange d'un soutien autrichien massif en France, mais les Allemands maintiennent leurs projets face à la France, tout en demandant aux Autrichiens une participation accrue à l'Est, ce que Conrad refuse en retirant unilatéralement des unités destinées à être engagées sur le front italien.

### La gestion des fronts
Conrad, chef d'état-major austro-hongrois, ordonne, dès la déclaration de guerre à la Serbie le 28 juillet 1914, le bombardement de Belgrade dans la soirée, évacuée par le gouvernement et le corps diplomatique les jours précédents.
Durant les premiers jours du conflit avec la Serbie, il fait appliquer le schéma de mobilisation prévu pour une guerre austro-serbe localisée.
Cependant, lorsque la Russie décrète la mobilisation générale (30 juillet 1914), l'Autriche-Hongrie lui déclare la guerre le 5 août, et le front s'ouvre en Galicie.
Le front serbe stagne jusqu'à l'entrée dans le conflit de la Bulgarie en octobre 1915. Sur le front de l'Est, les manœuvres qu'il ordonne sont mises à mal par l'impétuosité et les initiatives de ses subordonnés (en effet, certains commandants n'hésitent pas à adresser leurs demandes de renforts personnellement à François-Joseph, sans qu'il en soit informé ; il réussit cependant à mener une retraite rapide après les défaites de l'automne 1914. Au cours des premiers mois du conflit, il démontre son habileté dans les transferts de troupes d'une aile du front à l'autre, voire d'un front à l'autre, en réquisitionnant massivement les camions, les automobiles et les chemins de fer pour transporter parfois des armées entières.
Dès les premiers jours du conflit, peu confiant dans la neutralité de l'Italie, il obtient que la frontière italienne ne soit pas totalement dégarnie ; des petites garnisons et de petits dépôts militaires, ainsi que des unités de territoriaux (l'équivalent de quatre divisions) sont ainsi maintenus. Ces unités forment l'ossature des grandes unités affectées au front italien par la suite. De plus, il fait renforcer la frontière italienne, que la topographie rend favorable à la défense, par de multiples ouvrages défensifs : bunkers, tranchées en béton, abris et galeries.
L'ouverture du front russe par Conrad von Hötzendorf transforme le front des Balkans en front secondaire pour la double monarchie ; à ce titre, la gestion de ce nouveau front est vivement critiquée, notamment à cause des 1 800 000 morts qu'elle a provoqués. Ses plans de mobilisation permettent la mise en ordre de bataille d'armées aux effectifs additionnés de 500 000 hommes.
Ayant concentré en Galicie la majeure partie de l'armée de la double monarchie, il doit ordonner l'abandon de la province dès le mois de septembre 1914. il obtient cependant en 1915 que l'effort principal des puissances centrales soit porté sur le front de l'Est, défendant l'idée qu'une offensive de grande ampleur soit lancée à partir des Carpates, offensive dont il fixe les grandes lignes et définit les objectifs prioritaires.
Informé de l'imminence de l'attaque russe de l'été 1916, il tente de colmater la brèche qui se forme, d'abord avec les moyens dont il dispose, puis en appelant les Allemands à l'aide. Ce sont les échecs qu'il essuie sur le front de l'Est, dans un contexte de préparation de la succession impériale en Autriche-Hongrie, surtout depuis que l'archiduc héritier a pris en main les unités dont il a la charge, qui contribuent à la réduction de son influence et de son aura dans les cercles militaires et politiques de la double monarchie.
Dans le même temps, avec son état-major, il est le principal architecte des plans de conquête de la Serbie, puis obtient la réduction du Monténégro, après la conquête de la Serbie. Il doit, à son grand dépit, céder le commandement militaire opérationnel à un militaire allemand, August von Mackensen, à la demande des Bulgares. Cependant, en dépit du succès de la campagne, cette campagne s'achève sur une initiative de sa part, qui contribue à le brouiller avec les Allemands, la conquête et l'occupation du Monténégro et de l'Albanie, notamment le mont Lovćen, dernier rempart en direction de la capitale. Une fois la péninsule balkanique conquise, il se montre partisan de la réduction du camp retranché de Salonique, ce à quoi les militaires allemands ne sont pas prêts : il obtient des Allemands la préparation de plans contre le camp retranché, mais ne parvient pas à disposer des unités nécessaires à leur réalisation. En mars 1916, ses projets contre Salonique sont ainsi définitivement abandonnés par les puissances centrales, à son grand dépit. Dans le même temps, il soutient, en Serbie occupée par les troupes de la double monarchie, une politique d'occupation brutale et donne des instructions dans ce sens au commandement militaire sur place.
L'entrée dans le conflit des Roumains du côté allié (17 août 1916) fait basculer les équilibres dans la région. L'offensive roumaine, anticipée par le chef d'état-major austro-hongrois, fournit l'occasion d'une immixtion d'István Tisza dans la gestion des opérations : il souhaite que la Transylvanie soit défendue, contrairement aux militaires, Conrad le premier, qui souhaite défendre la double monarchie à l'intérieur du territoire hongrois. Face aux arguments du président du Conseil hongrois, il est obligé de céder et de positionner des unités le long de la frontière, contre son souhait et celui de son subordonné sur place, Arz von Straussenburg. Cependant, l'ouverture de ce nouveau front, dans un premier temps défavorable à l'armée impériale et royale, fournit à Hötzendorf l'occasion de démontrer sa maîtrise de l'utilisation du réseau ferré : en effet, obligé dans un premier temps de rameuter l'ensemble des unités disponibles dans la double monarchie, il réunit en quelques jours, entre le 2 et le 14 août 1916, une armée de 25 000 soldats, puis, le mois suivant, aligne face aux unités roumaines plusieurs divisions prélevées sur d'autres fronts. Pour éradiquer définitivement la menace roumaine, il conçoit un plan mettant en jeu des unités austro-hongroises, allemandes et bulgares : ce plan, basé sur l'effet de surprise, est approuvé par les militaires allemands, bulgares et turcs.

### Face au Reich
À partir de ce moment, l'immixtion de l'état-major allemand ne cesse plus.
Cette immixtion du Reich participe à son limogeage : en effet, à partir de 1915, des pourparlers entre la Russie et le Reich lui font craindre la perte de la Galicie au profit de l'Empire russe, comme prix de la paix à l'est. Cependant, les succès de l'été sur le front russe le poussent à défendre devant les Allemands non seulement l'ouverture de négociations de paix, mais aussi une alliance germano-austro-russe.
Au fil des mois, il s'implique dans les pourparlers entre le Reich et ses alliés, notamment autour des buts de guerre de la double monarchie en Roumanie, que lui font miroiter les ministres des Affaires étrangères successifs, ou encore lorsqu'il s'agit de mettre au point le partage des zones d'occupation austro-hongroises et bulgares en Serbie. De même, ses divergences de vue avec Erich von Falkenhayn, son homologue allemand, sont en partie liées aux conceptions opposées quant aux objectifs poursuivis par chacun des deux alliés dans les Balkans : l'Allemand souhaite simplement réaliser la liaison terrestre directe entre les quatre puissances centrales, tandis que l'Austro-Hongrois souhaite la disparition de la menace slave du Sud dans l'expansion balkanique de la monarchie danubienne.
Au printemps 1916, sans concertation avec le Reich, il lance une offensive de rupture en Italie, mais cette offensive s'enlise rapidement et n'aboutit qu'à des gains minimes et à un affaiblissement du front oriental. Avec des troupes réduites, il doit néanmoins affronter l'offensive russe lancée au mois de juillet, qui éventre le front autrichien : face à cette pression, il doit ramener en urgence des unités déployées face à l'Italie, qui ne peuvent colmater seules la brèche.

### Disgrâce
Face à ces échecs,, son autorité est remise en cause. Il est affecté sur le front italien par le nouvel empereur Charles Ier, qui l'éloigne ainsi du grand quartier général. De nouveaux échecs en Italie mènent à sa promotion au titre de commandant de la Garde impériale, au titre de comte et à une fin de carrière. Il démissionne en juillet 1918.

## Après-guerre
La fin de la guerre voit la chute de son monde. Il se retire d'abord à Innsbruck pour écrire ses Mémoires, afin de défendre ses idées et ses mérites. Le démantèlement de l'Empire à la fin de la Première Guerre mondiale, qu'il avait envisagé en cas de défaite, le conforte dans sa vision d'un monde peuplé uniquement de gagnants et de perdants ; il finit d'ailleurs par quitter l'Autriche pour s'installer en Allemagne, où il meurt le 25 août 1925.

## Idées et personnalité
Il était très éloigné des réalités et des détails matériels, tant dans ses écrits que dans ses ordres militaires. Les exemples dans ses campagnes en Galicie, en Serbie, en Italie montrent que son peu de considération pour les conditions météorologiques et les besoins des troupes est l'une des causes des énormes pertes humaines sur ces fronts (plus de 1 800 000 soldats).

### Un grand stratège
En revanche, ses capacités de synthèse et sa clairvoyance à propos des transmissions, de la mobilité des troupes, de la mécanisation des transports et de la guerre aérienne en firent un précurseur dans le domaine militaire.
Par ailleurs, comme l'ensemble de ses pairs, il s'affirme comme le partisan de doctrines offensives.

### Un tenant du darwinisme social
Tenant du darwinisme social, il ne croit qu'au rapport de forces entre les humains, entre les peuples, et à la prépondérance du fort sur le faible, donc à l'impérialisme. En cas de victoire, il préconisait l'annexion de la Pologne, de la Serbie, du Monténégro et de la Roumanie à l'Empire (qui serait devenu une fédération de royaumes).
Il adhère aux idées de Metternich, selon lesquelles « l'Homme commence au baron », tandis que les intérêts de l'Empire doivent briser ceux des nations et des individus ; dans cette vision ultra-conservatrice, l'Empire tient un rôle économique et colonial en premier, et social loin derrière, les peuples n'étant protégés qu'à la manière dont « un bon fermier prend soin de son bétail ». Il ne réalise pas, comme certains de ses contemporains, que ce mépris des peuples et des sociétés affaiblit l'État impérial en sapant sa légitimité et en ébranlant leur confiance et leur fidélité. Il n'adhère cependant pas aux idées racistes des pangermanistes, tenants d'un affrontement entre Germains et Slaves, qui séduisaient certains des jeunes officiers de son entourage.

### Personnalité
C'est un homme timide et sujet à des accès de dépression.
Pendant huit ans, il entretient une liaison avec l'épouse d'un grand industriel viennois, conservant les lettres qu'il lui écrit, au lieu de les lui envoyer ; celle-ci exerce sur lui une forte influence, y compris dans la définition de ses rapports avec ses collègues dirigeants de la double monarchie.
Conrad entretient de bonnes relations avec François-Ferdinand et son épouse.
Volontiers chicaneur, il entretient des relations orageuses avec les autres pôles de pouvoir de la double monarchie, y compris l'empereur François-Joseph, à qui il envoie des courriers au ton parfois agressif.